# Tillinge församling
Tillinge församling var en församling i Uppsala stift och i Enköpings kommun i Uppsala län. Församlingen uppgick 2010 i Tillinge och Södra Åsunda församling.

## Administrativ historik
Församlingen har medeltida ursprung och utgjorde på medeltiden ett eget pastorat för att därefter till 1937 vara moderförsamling i pastoratet Tillinge och  Svinnegarn. Från 1937 till 1962 utgjorde församlingen ett eget pastorat för att från 1962 till 2010 vara moderförsamling i Tillinge pastorat. Församlingen uppgick 2010 i Tillinge och Södra Åsunda församling.

## Kyrkor
- Tillinge kyrka